# Metabus ebanoverde
Metabus ebanoverde là một loài nhện trong họ Tetragnathidae.
Loài này thuộc chi Metabus. Metabus ebanoverde được miêu tả năm 2007 bởi Álvarez-Padilla.